# Pierre Honoré Bérard
Pierre Honoré Bérard, detto Bérard il maggiore (Lichtenberg, 27 ottobre 1797 – Parigi, 1858), è stato un medico francese, fratello di Auguste Bérard, a sua volta medico.
Fu decano alla Facoltà di medicina dell'Università di Parigi, poi ispettore generale. Cominciò la redazione di Corso di fisiologia, vasta opera che la morte gli impedì di pubblicare.